# バゴー川

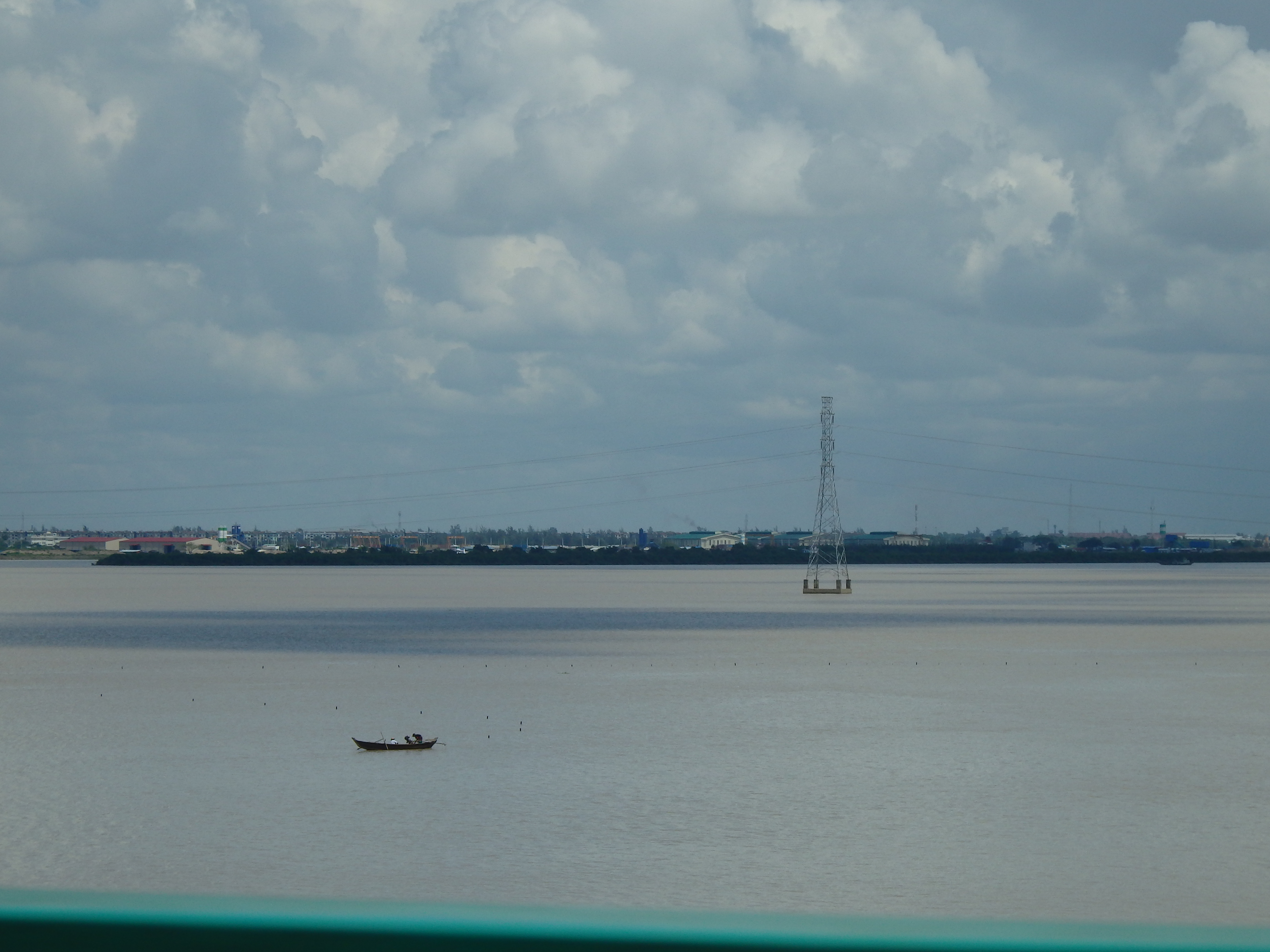
タンリン橋から見えるバゴー川

バゴー川（ビルマ語: ပဲခူးမြစ်、英語: Bago River）は、ミャンマーの南部に位置し、ヤンゴンとバゴーを流れる川。ペグ山脈の丘陵地帯で発生し、ミッマカ川に流れ込む。バゴー川とミッカマ川の合流域に形成された河川のひとつにヤンゴン川がある。
1608年、ポルトガルの冒険家フィリップ・デ・ブリト・ニコテ（ビルマ人には"Nga Zinka"として知られている）がヤンゴンの寺院シュエダゴン・パゴダを略奪し、300トンの大鐘を運んでこの川を渡る際に、鐘を川に落としてしまって回収できなかったという逸話がある。
2024年に、日本の円借款を通じて第3タンリン橋が開通した。